# Susan McClary
Œuvres principales
Feminine Endings: Music, Gender, & Sexuality
Susan McClary (née le 2 octobre 1946) est une musicologue et essayiste féministe liée au mouvement de la New Musicology, connue pour ses travaux combinant musicologie et les études féministes. McClary est professeur de musicologie à l’université Case Western Reserve.

## Biographie
McClary est née à Saint-Louis dans le Missouri. Elle a été reçue au Bachelor in Arts (BA) en 1968. Elle poursuit ses études à l’université d’Harvard. Elle obtient son Master en 1971 et son doctorat en 1976. Sa thèse de doctorat portait sur les transitions d’une écriture modale à une organisation tonale dans l’œuvre de Monteverdi. La première moitié de sa thèse fut reprise, retravaillée et étendue dans son livre Modal Subjectivities: Self-fashioning in the Italian Madrigal en 2004. Avant d’obtenir le titre de professeur et d’enseigner à UCLA en 1994, elle enseignait à l’université du Minnesota de 1971 à 1991 et l’université McGill de 1991 à 1994. Elle est aussi professeur à l’université d’Oslo. McClary est mariée au musicologue Robert Walser.